# Coupe du Golfe des clubs champions 1989
Navigation
Sharjah 1988 Doha 1991
La Coupe du golfe des clubs champions 1989 est la 7e édition de la Coupe du golfe des clubs champions. Elle a lieu à Manama à Bahreïn et regroupe au sein d'une poule unique les champions des pays du Golfe Persique. Les clubs rencontrent une seule fois leurs adversaires. Ce tournoi fait également office de groupe éliminatoire pour la Coupe d'Asie des clubs champions 1989-1990, puisque les deux premiers se qualifient pour la phase finale. Cependant, comme Fanja Club est déjà qualifié pour la Coupe d'Asie des clubs champions, c'est donc Al-Arabi qui décroche son billet pour la compétition continentale.

## Équipes participantes
5 équipes prennent part au tournoi :
- Al-Arabi - Champion du Koweït 1987-1988
- Al-Hilal FC - Champion d'Arabie saoudite 1987-1988
- Al Muharraq Club - Champion de Bahreïn 1988
- Al Wasl Dubaï - Champion des Émirats arabes unis 1987-1988
- Fanja Club - Champion d'Oman 1987-1988

## Compétition
| Rang | Équipe           | Pts | J | G | N | P | Bp | Bc | Diff |  | Résultats (▼ dom., ► ext.) |  |     |     |     |     |
| ---- | ---------------- | --- | - | - | - | - | -- | -- | ---- |  | -------------------------- |  | --- | --- | --- | --- |
| 1    | Fanja Club       | 5   | 4 | 2 | 1 | 1 | 6  | 4  | +2   |  | Fanja Club                 |  | 0-2 | 1-1 | 3-0 | 2-1 |
| 2    | Al Muharraq Club | 5   | 4 | 2 | 1 | 1 | 6  | 4  | +2   |  | Al Muharraq Club           |  |     | 2-1 | 1-2 | 1-1 |
| 3    | Al-Arabi         | 5   | 4 | 2 | 1 | 1 | 8  | 6  | +2   |  | Al-Arabi                   |  |     |     | 2-1 | 4-2 |
| 4    | Al Wasl Dubaï    | 4   | 4 | 2 | 0 | 2 | 4  | 6  | -2   |  | Al Wasl Dubaï              |  |     |     |     | 1-0 |
| 5    | Al-Hilal FC      | 1   | 4 | 0 | 1 | 3 | 4  | 8  | -4   |  | Al-Hilal FC                |  |     |     |     |     |

Finale pour le titre :
| Équipe 1         | Résultat        | Équipe 2   |
| ---------------- | --------------- | ---------- |
| Al Muharraq Club | 1 - 1 2 - 4 tab | Fanja Club |

| Coupe des clubs champions du golfe Persique Fanja Club 1er titre |